# A. M. Woods
Pour les articles homonymes, voir Woods.
A. M. Woods est un joueur américain de crosse.

## Biographie
A. M Woods, joueur du St. Louis Amateur Athletic Association, fait partie de l'équipe américaine remportant la médaille d'argent  aux Jeux olympiques d'été de 1904 à Saint-Louis.